# Hilda de Whitby
Hilda de Whitby (Northumbria, 614-Whitby, 17 de noviembre de 680) fue abadesa de la Abadía de Whitby. Hija de Hereric sobrino de Edwin de Northumbria. Vivió durante una época importante para el Cristianismo en Bretaña. Una mujer de bastante influencia, era vista como una gran educadora y conocedora de las Escrituras, una muy buena gerente de monasterios, a ella venían reyes, reinas, príncipes, monjes, y santos, a pedir consejos. Bajo su gobernación del monasterio de Whitby se condujo el Sínodo de Whitby, en el cual los cristianos de Bretaña decidieron someterse a la Iglesia de Roma.

## Biografía

### Infancia
No se sabe el lugar de nacimiento de Hilda, pero de acuerdo a Beda el Venerable fue en el año 614. Ella fue la segunda hija de Hereric, sobrino de Edwin de Northumbria, y su esposa Breguswita. Su hermana mayor, Hereswita, se casó con Ethelric, hermano del rey Anna de Anglia Oriental. Cuando era apenas una bebe su padre fue envenenado mientras pasaba su exilio en la corte del rey Ceretic de Elmet (en lo que hoy en día es West Yorkshire). Se asume que ella creció en la corte de Edwin en Northumbria.

### El bautismo de Hilda
En 627 el rey Edwin de Northumbria fue bautizado durante la Pascua junto a toda su corte, la cual incluía a Hilda, en una pequeña capilla de madera construida especialmente para la ocasión, cerca de lo que hoy en día es la Catedral de York Minster.
La ceremonia fue oficiada por el monje-obispo Paulino, quien había venido desde Roma junto a San Agustín de Canterbury. Luego acompañó a Ethelburga, una princesa cristiana, cuando ella regresó a Kent para casarse con Edwin.

### Hilda como monja
Se desconocen más detalles de la vida de Hilda entre el 627 y el 647. Pero, aparentemente, tras la muerte de Edwin en una batalla en el año 633, ella se fue a vivir con su hermana a la corte de Anglia Oriental. Beda resume su historia en un punto clave de su vida, cuando a la edad de 33 ella decide irse a vivir con su enviudada hermana a la abadía de Chelles, en Galia. Pero fue convencida por San Aidan, obispo de Lindisfarne de regresar a Northumbria y vivir como monja benedictina. Esto le cambió la vida.

### Los monasterios de Santa Hilda
No se sabe dónde fue que Hilda empezó su vida como monja, excepto que fue al norte de las orillas del río Wear. Aquí, con unos cuantos compañeros aprendieron las tradiciones del monacato del Cristianismo celta el cual San Aidan había traído desde Iona. Después de un año San Aidan nombró a Hilda como la segunda abadesa de Hartlepool. No quedan rastros de esta abadía pero el cementerio monástico se ha encontrado cerca de la presente Iglesia de Santa Hilda.
En 657 Hilda fundó un nuevo monasterio en Whitby (en ese entonces conocida como Streonshalh), donde permaneció el resto de su vida hasta su muerte en 680.

### Vida monástica en Whitby

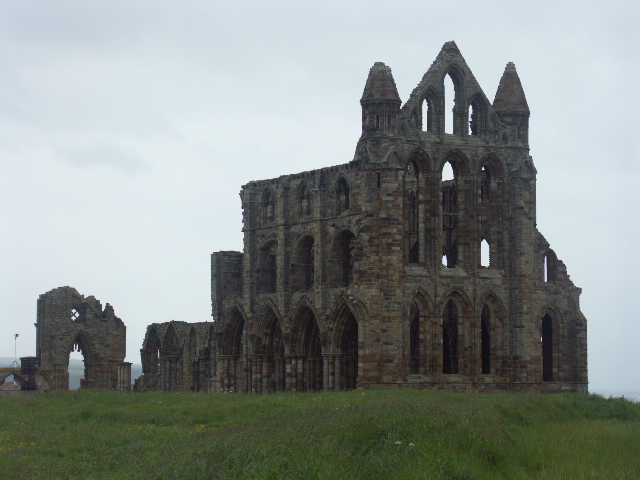
Ruinas de la Abadía de Whitby.

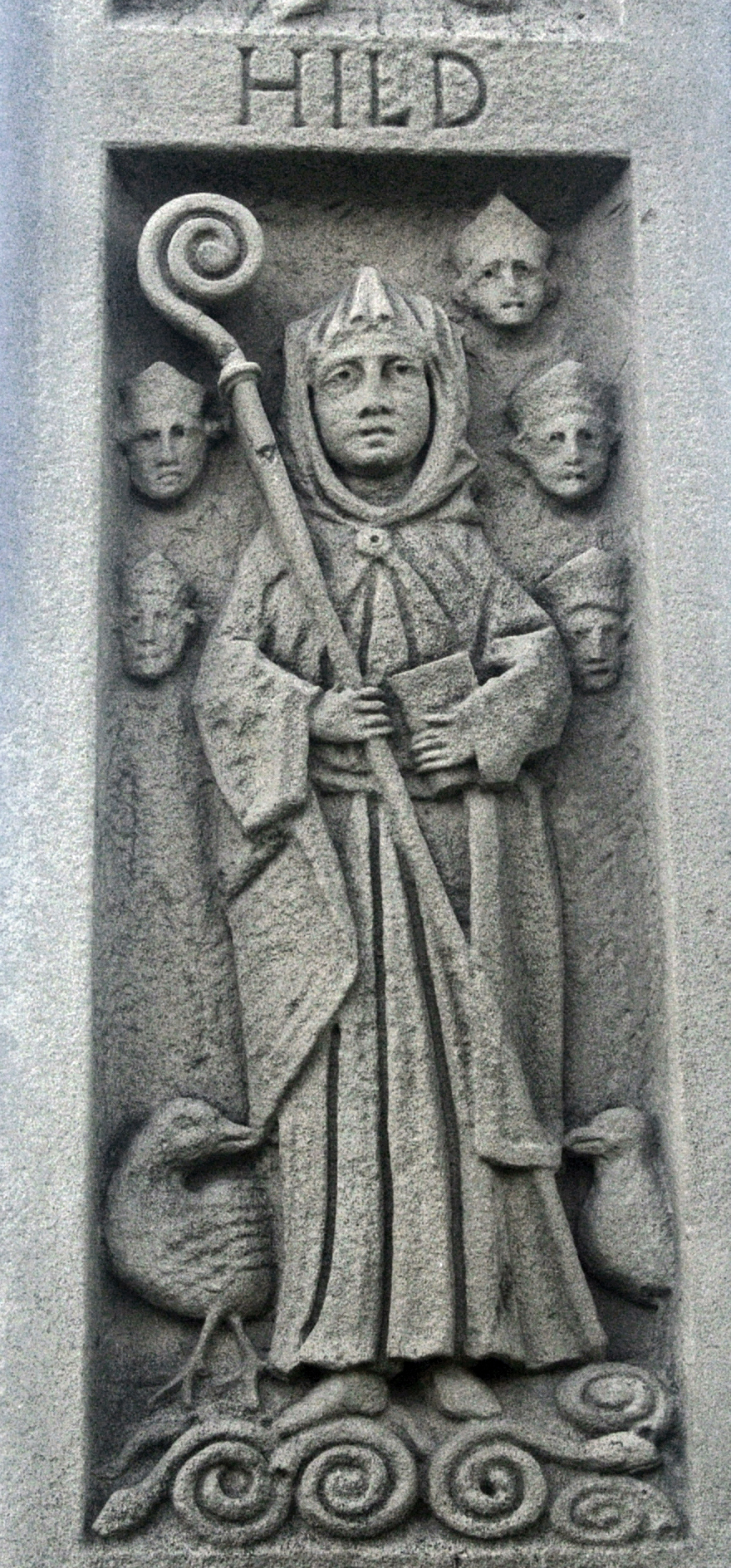
Detalle del monumento de Santa Hilda en Whitby con ammonites a sus pies.

En el acantilado oriental de Whitby se levantan las impresionantes ruinas de una abadía benedictina del siglo XII. Este, sin embargo, no fue el edificio que Hilda conoció. Evidencia arqueológica muestra que el monasterio original era en estilo celta con sus miembros viviendo en pequeñas casas para dos o tres personas. La tradición de monasterios dobles, como los de Hartlepool y Whitby, era para que hombres y mujeres vivieran separadamente pero que pudieran rezar juntos en misa.
No se sabe dónde exactamente la iglesia monástica de Hilda se levantó, tampoco sabemos cuántos monjes y monjas vivían en Whitby. Lo que Beda nos cuenta es que las ideas originales de monacato eran estrictamente seguidas en la abadía de Hilda. Todas las propiedades y bienes eran de propiedad común, los valores cristianos eran ejercidos, especialmente paz y caridad, todos tenían que estudiar la Biblia y hacer obras de caridad.
Cinco hombres del monasterio se convirtieron en obispos y uno fue venerado como santo, San Juan de Beverley.
La Reina Eanfleda de Deira, y su hija Alfleda se convirtieron en monjas y juntas fueron abadesas de Whitby después de la muerte de Hilda.

### Carácter de Santa Hilda
Beda describe a Hilda como una mujer de gran energía quien era una audaz y eficaz administradora y maestra. Ella se ganó una reputación de sabiduría, que incluso reyes, príncipes y obispos buscaban su ayuda, pero también se preocupaba por la gente ordinaria como Caedmon, un pastor y bardo religioso. Aunque Hilda tenía un carácter fuerte ella también inspiraba afecto. Beda dijo "Todos aquellos que la conocían la llamaban madre por su gran devoción y gracia".

### El Sínodo de Whitby
El Rey Oswiu de Northumbria escogió el monasterio de Hilda como sede para el Sínodo de Whitby, el primer sínodo de la Iglesia en su reino, al que invitó a religiosos de tan lejos como Wessex para ser parte del evento. La mayoría de los presentes, incluyendo Hilda, seguían las tradiciones del Cristianismo celta pero varios en el reino, incluyendo la reina Eanfleda y su hija la monja Alfleda la cual vivía con Hilda en el monasterio, seguían las tradiciones de la Iglesia Romana. Convencidos por Wilfrido un mensajero de Roma, se decidió adoptar las tradiciones romanas. Hilda aceptó esta decisión y se esforzó en las nuevas reglas dando un buen ejemplo de devoción y obediencia.
Muchas de las tradiciones celtas siguieron en uso, pero puntos claves como fechas y celebraciones fueron cambiadas. Cutberto de Lindisfarne, un santo de Northumbria demostró en su vida como las tradiciones benedictinas y celtas pueden ser combinadas efectivamente.

### Muerte de Santa Hilda
Hilda sufrió de una fiebre los últimos seis años de su vida, pero continuó trabajando hasta su muerte el 17 de noviembre, de 680, en lo que entonces era una edad muy avanzada de sesenta y seis. En su último año fundó otro monasterio, a 14 millas de Whitby, en Hackness. Murió después de recibir el viaticum, y según la leyenda, en el momento de su muerte las campanas del monasterio en Hackness sonaron.

## El legado de Santa Hilda
Las sucesores de Hilda fueron Eanfleda, viuda del rey Oswiu, y su hija Aelfleda. Después de las muertes de ellas dos, no se sabe más de la Abadía de Whitby solo que fue destruida por invasores daneses en 867. Después de la invasión de Guillermo I a Inglaterra, monjes provenientes de Evesham fundaron otra vez la abadía como una casa benedictina para hombres. Y continuó siéndolo hasta la Disolución de los monasterios por Enrique VIII en 1539.
Una leyenda local cuenta acerca de una plaga de serpientes que apareció en las costas de Whitby, y la cual santa Hilda transformó en piedra, esto para explicar la presencia de fósiles de amonites en la playa.
A partir del siglo XIX hasta hoy en día ha habido un reanudado interés en Hilda y devoción a santa Hilda en todo el mundo. Con el crecimiento de la educación de la mujer, muchas escuelas y universidades fueron fundadas en su honor. St Hilda's College, en Oxford es nombrado en honor a santa Hilda. Esta santa es considerada una de las patronas de la educación y la cultura (incluyendo, gracias a su patrocinio de Caedmon, de la poesía.) 
Desde 1915 en honor a santa Hilda, en Sneaton Castle, a las afuera de la ciudad de Whitby, ha habido una comunidad de monjas anglicanas la Order of the Holy Paraclete, las cuales se inspiran en las ideas monásticas y educacionales de santa Hilda. Posteriormente, en Lindisfarne, la Comunidad de San Aidan y Santa Hilda fue fundada.

## Turismo
- Berry Banks Cottage